# Renate Johne
Renate Johne (* 3. Januar 1940 in Chemnitz) ist eine deutsche Altphilologin und Epigraphikerin.
Renate Johne, geborene Fiedler, promovierte 1981 an der Humboldt-Universität zu Berlin mit einer Arbeit zum Thema Willibald Pirckheimer und das Platonbild des deutschen Renaissance-Humanismus. Die wohl wichtigste Arbeit der Ehefrau des Althistorikers Klaus-Peter Johne war das mit Johannes Irmscher gemeinsam herausgegebene Lexikon der Antike. Hierbei lag die redaktionelle Arbeit vor allem bei der zu der Zeit am Zentralinstitut für Alte Geschichte und Archäologie der Akademie der Wissenschaften der DDR beschäftigten Johne, deren eigenes Dissertationsvorhaben dadurch immer wieder beeinträchtigt wurde. Das Lexikon war so erfolgreich, dass es eine zweistellige Auflagenzahl in Ost- und Westdeutschland erreichte. Daneben war sie an der Arbeit zu mehreren weiteren Großvorhaben der Akademie, etwa der zweibändigen Kulturgeschichte der Antike, beteiligt. Später arbeitete Johne bei der Berlin-Brandenburgischen Akademie der Wissenschaften und war dort stellvertretende Leiterin des Arbeitsvorhabens „Deutsche Inschriften des Mittelalters“. Sie übersetzte auch Platons Das Gastmahl oder über die Liebe ins Deutsche.

## Publikationen
- Platon: Das Gastmahl oder über die Liebe. Dieterich, Leipzig 1979
- Mitherausgeberin: Lexikon der Antike. Bibliographisches Institut, 10. Auflage, Leipzig 1990 ISBN 3-323-00026-9
- Die Bischofsgräber. Brandenburger Bischöfe im Spiegel ihrer Grabplatten.  (= Alte Kunst im Brandenburger Dom, Band 2), Förderverein Dom zu Brandenburg, Brandenburg 2005, ISBN 3-936303-02-9
- Reformatorisches Gedankengut in der St. Gotthardtkirche zu Brandenburg an der Havel. Die Epitaphie. Selbstverlag, Berlin 2009, ISBN 978-3-00-025520-5.

## Belege
1. ↑  Kurt Raaflaub: Die „Hellenische Poleis“ und die „Sozialen Typenbegriffe“ nach dreißig Jahren, In: Isolde Stark (Hrsg.): Elisabeth Charlotte Welskopf und die Alte Geschichte in der DDR, Steiner, Stuttgart 2005, S. 254
2. ↑  Clio online